# Möbius (sistema operativo)
Il sistema operativo Möbius è un sistema operativo open source per la piattaforma IA-32 (Intel i386 e compatibili).
Gli autori hanno concentrato lo sviluppo su alcuni punti molto importanti per un sistema operativo moderno. Gli obiettivi principali di Möbius sono:
- Renderlo abbastanza estensibile da rendere facile lo sviluppo di nuovi device drivers e tecnologie
- Mantenere il kernel più piccolo e modulare possibile
- Supportare le applicazioni esistenti quando possibile
- Rimanere semplice da utilizzare abbastanza da far installare e configurare da un utente un sistema Möbius senza dover imparare nulla

Se rimarrà fedele a questi obiettivi, potrà diventare un reale competitore per Linux che, secondo l'autore di Möbius, "sta lottando per rimanere al passo con le idee moderne riguardo allo sviluppo di sistemi operativi".
Möbius supporta SMP, multithreading e asincronia delle richieste di I/O a basso livello. Molti sistemi operativi "fatti in casa", cioè non professionali, prendono spunto dalla sua struttura di gestione plug and play dei device drivers per la sua alta modularità, estensibilità e per le sue funzioni tecnologicamente avanzate, anche se vecchie ormai di 4 anni.
Il formato degli eseguibili e delle librerie condivise (DLL) è lo stesso di Windows (formato PE).
Si può dire che l'unica cosa che manca a questo sistema operativo davvero pensato per bene, sono i drivers e le applicazioni. Ora come ora sembra un progetto abbandonato, quando sarebbe bastato un piccolo sforzo in più per creare davvero un competitore per Linux e per Windows.
Uno dei sistemi operativi "fatti in casa" che ha preso spunto dalla gestione delle richieste di Möbius è Jeko, un kernel ancora allo stato embrionale.